# 阿尔蒂多纳
阿尔蒂多纳（義大利語：Altidona），是意大利费尔莫省的一个市镇。总面积12.93平方公里，人口3149人，人口密度243.5人/平方公里（2009年）。ISTAT代码为044003。